# Back to Back (álbum de Status Quo)
Back to Back es el décimo sexto álbum de estudio de la banda británica de rock Status Quo, publicado en 1983 a través de Vertigo Records. Además, es el último disco con el bajista y cofundador Alan Lancaster y con el baterista Pete Kircher, quienes se retiraron del grupo a mediados de 1985.
El disco recibió diversas críticas, destacando el cambio de sonido en ciertos temas orientados más hacia el pop rock. Por otro lado, fue su última producción antes del receso momentáneo que se dieron a finales de 1984 y gran parte de 1985, el primero después de más de veinte años de carrera ininterrumpida.
Por otro lado, en el 2006 fue remasterizado con ocho pistas adicionales de las cuales destacó el tema «The Wanderer», que había sido publicado como sencillo en 1984. También incluyó una versión de «Cadillac Ranch» —original de Bruce Springsteen— que se grabó junto con el resto de las canciones, pero que fue descartado a último momento de incluirlo en el disco.

## Recepción comercial
Tras su lanzamiento alcanzó el noveno puesto en los UK Albums Chart, donde permaneció 22 semanas consecutivas en dicha lista. Además el 6 de diciembre del mismo año el organismo British Phonographic Industry lo certificó con disco de oro, tras vender más de 100 000 copias en el Reino Unido.
Por otra parte y por primera vez en la historia de la banda se publicaron cuatro canciones como sencillos; «Ol' Rag Blues» que alcanzó la novena posición en los UK Singles Chart, «A Mess of Blues» —original de Elvis Presley— que se posicionó en el puesto 15 de la misma lista, «Marguerita Time» que logró la tercera posición y «Going Down Town Tonight», lanzado en 1984, que obtuvo el puesto 20 en el mismo conteo británico. Cabe destacar que de los cuatro sencillos, solo «Marguerita Time» fue certificado con disco de plata en su propio país, luego de superar las 200 000 copias vendidas.

## Lista de canciones
| N.º | Título                    | Escritor(es)                | Duración |  |
| 1.  | «A Mess of Blues»         | Doc Pomus, Mort Shuman      | 3:23     |  |
| 2.  | «Ol' Rag Blues»           | Lancaster, Keith Lamb       | 2:51     |  |
| 3.  | «Can't Be Done»           | Rossi, Bernie Frost         | 3:07     |  |
| 4.  | «Too Close to the Ground» | Parfitt, Bown               | 3:43     |  |
| 5.  | «No Contract»             | Parfitt, Bown               | 3:40     |  |
| 6.  | «Win or Lose»             | Rossi, Frost                | 2:35     |  |
| 7.  | «Marguerita Time»         | Rossi, Frost                | 3:27     |  |
| 8.  | «Your Kind of Love»       | Lancaster                   | 3:24     |  |
| 9.  | «Stay the Night»          | Rossi, Frost, Andrew Miller | 3:02     |  |
| 10. | «Going Down Town Tonight» | Guy Johnson                 | 3:33     |  |

| Pistas adicionales en remasterización de 2006 |                                              |                   |          |  |
| N.º                                           | Título                                       | Escritor(es)      | Duración |  |
| 11.                                           | «The Wanderer»                               | Ernie Maresca     | 3:27     |  |
| 12.                                           | «Going Down Town Tonight» (versión sencillo) | Johnson           | 3:38     |  |
| 13.                                           | «I Wonder Why»                               | Rossi, Frost      | 3:59     |  |
| 14.                                           | «Ol' Rag Blues» (versión extendida)          | Lancaster, Lamb   | 4:54     |  |
| 15.                                           | «A Mess of Blues» (versión extendida)        | Pomus, Shuman     | 4:48     |  |
| 16.                                           | «Cadillac Ranch»                             | Bruce Springsteen | 4:15     |  |
| 17.                                           | «Ol' Rag Blues» (versión de Lancaster)       | Lancaster, Lamb   | 2:49     |  |
| 18.                                           | «The Wanderer» (Sharon The Nag Mix)          | Maresca           | 3:34     |  |

## Músicos
- Francis Rossi: voz y guitarra líder
- Rick Parfitt: voz y guitarra rítmica
- Alan Lancaster: voz y bajo
- Pete Kircher: batería
- Andy Bown: teclados